# Presidenti di Capo Verde
Lista di Presidenti di Capo Verde dall'istituzione dell'ufficio di presidenza (1975) all'attualità.

## Lista
| Presidente | Presidente                                       | Presidente                               | Partito                                                          | Elezione     | Mandato          | Mandato          |
| Presidente | Presidente                                       | Presidente                               | Partito                                                          | Elezione     | Inizio           | Fine             |
| ---------- | ------------------------------------------------ | ---------------------------------------- | ---------------------------------------------------------------- | ------------ | ---------------- | ---------------- |
| 1          |                                                  | Aristides Pereira (1923-2011)            | Partito Africano per l'Indipendenza della Guinea e di Capo Verde |              | 8 luglio 1975    | gennaio 1981     |
| (1)        | Partito Africano dell'Indipendenza di Capo Verde | Aristides Pereira (1923-2011)            |                                                                  | gennaio 1981 | 22 marzo 1991    |                  |
| 2          |                                                  | António Mascarenhas Monteiro (1944-2016) | Movimento per la Democrazia                                      | 1991, 1996   | 22 marzo 1991    | 22 marzo 2001    |
| 3          |                                                  | Pedro Pires (1934- )                     | Partito Africano dell'Indipendenza di Capo Verde                 | 2001, 2006   | 22 marzo 2001    | 9 settembre 2011 |
| 4          |                                                  | Jorge Carlos Fonseca (1950- )            | Movimento per la Democrazia                                      | 2011, 2016   | 9 settembre 2011 | 9 novembre 2021  |
| 5          |                                                  | José Maria Neves (1960- )                | Partito Africano dell'Indipendenza di Capo Verde                 | 2021         | 9 novembre 2021  |                  |